# Daisy, Arkansas
Daisy är en ort i Pike County i delstaten Arkansas, USA.